# عراجز (إب)

تعديل مصدري - تعديل

عراجز هي إحدى قرى عزلة ميتم بمديرية إب التابعة لمحافظة إب، بلغ تعداد سكانها 1864 نسمة حسب تعداد اليمن لعام 2004.